# Kyohei Sugiura
Kyohei Sugiura (杉浦 恭平 Sugiura Kyohei?), född 11 januari 1989 i Shizuoka prefektur, är en japansk fotbollsspelare.
Sugiura började sin karriär 2007 i Kawasaki Frontale. 2010 blev han utlånad till Ehime FC. Han spelade 60 ligamatcher för klubben. Han gick tillbaka till Kawasaki Frontale 2012. 2013 flyttade han till Vissel Kobe. Efter Vissel Kobe spelade han för Vegalta Sendai och Zweigen Kanazawa.